# Magic World

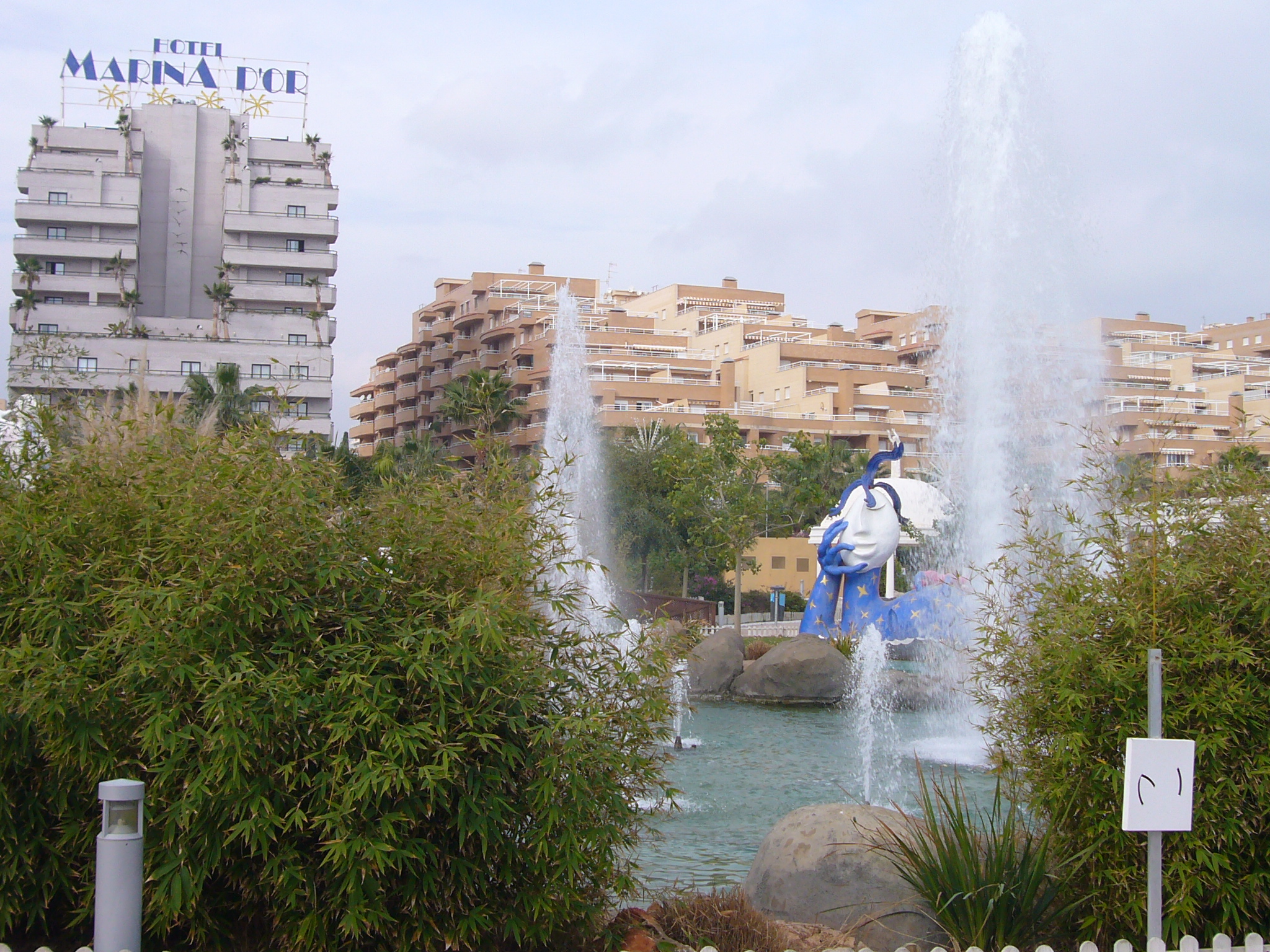
Vista de la Ciudad de Vacaciones de Marina d'Or en Oropesa

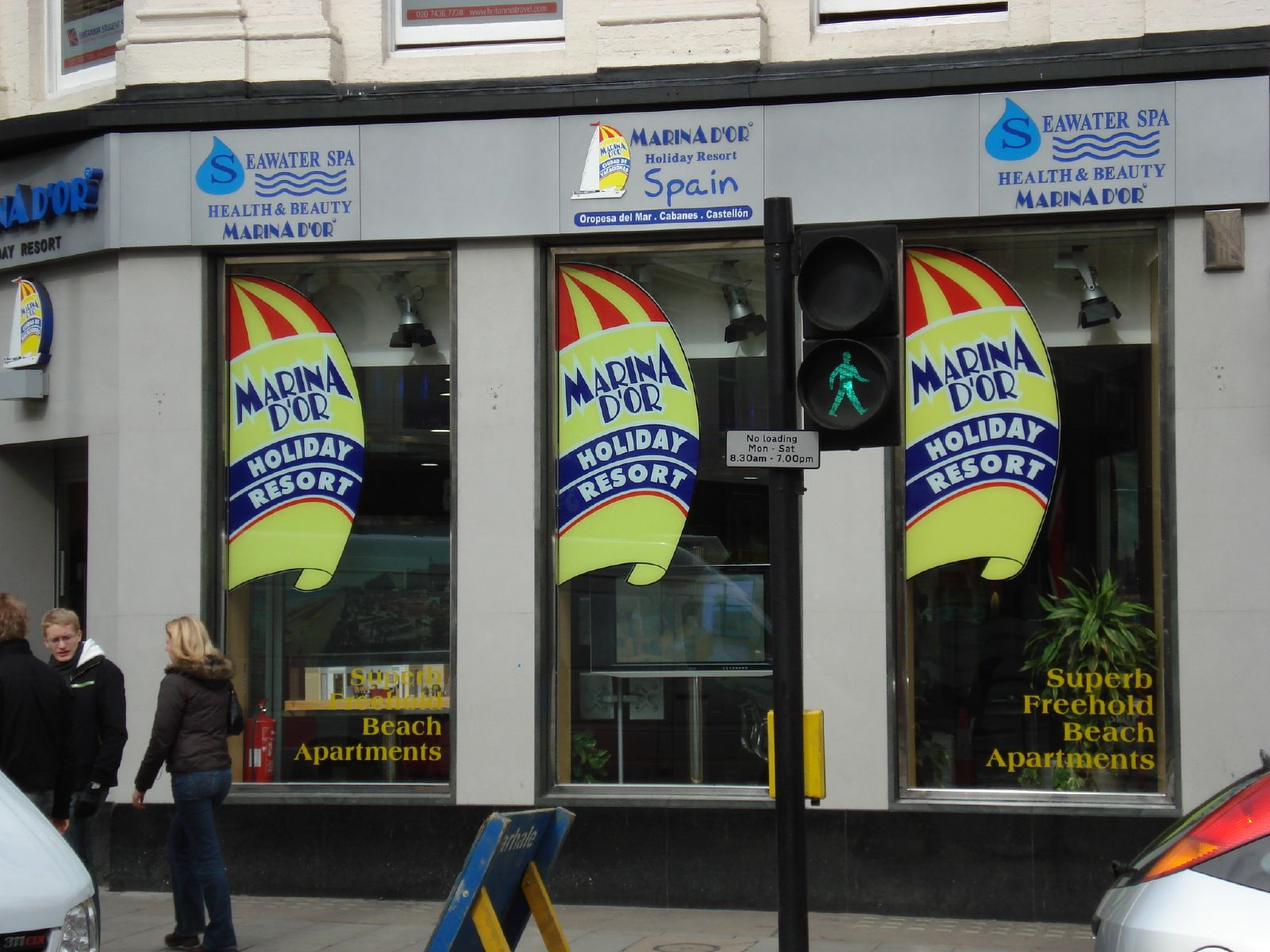
Oficina inmobiliaria de Marina D'Or, 2007

Magic World anteriormente conocida como Marina d'Or es un complejo turístico y urbanización turística española ubicada en el municipio castellonense de Oropesa del Mar, comarca de la Plana Alta, frente a la Costa del Azahar. Tiene una población residente de 2028 habitantes y es publicitada como Magic World Resort, la nueva Marina d'Or.

## Descripción
Cuenta con hoteles de categorías 5, 4 y 3 estrellas, así como con apartamentos turísticos en alquiler, 8 parques de ocio, un centro médico y un balneario. Ocupa una superficie aproximada de 1,4 millones de metros cuadrados, de los cuales más de medio millón están destinados a zonas verdes, además de contar con varias dotaciones deportivas y recreativas propias del carácter turístico de la urbanización. 
La playa situada frente al complejo es la playa Les Amplaries, que limita al norte con la playa de Torre de la Sal y al sur con la playa Morro de Gos, con una longitud de 2.100 m. Recibe la categoría de “Bandera Azul”, desde 2005.[cita requerida]

## Historia
Marina d'Or fue construido por el Grupo Marina d'Or, un grupo empresarial español creado en el año 1983 e integrado por diversas empresas que operan en España, Ecuador, Marruecos y China, con diversos puntos de venta en diferentes países del mundo. 
La urbanización fue ideada y promovida bajo la presidencia del empresario Jesús Ger García, que inició su construcción en los años 1990. El 18 de abril de 1997 se inauguraba el primero de los hoteles de Marina d’Or. La idea original era crear una especie de ciudad de ocio y recreo más allá del turismo de playa.
La empresa presentó un crecimiento del 48% en la facturación del 2005 en relación con la del 2004. Ese mismo año, presentó su proyecto más ambicioso, denominado Marina d'Or Golf. Tras una larga tramitación y una exhaustiva evaluación ambiental, el proyecto fue aprobado definitivamente por la Generalidad Valenciana en el año 2010.
A pesar de la crisis económica, la empresas siguió adelante con sus proyectos. Aunque no se ha construido todo lo que había previsto, sí es cierto que la empresa ha seguido adelante con proyectos de ocio dentro de su urbanización. En 2015, se inauguró el Emotion Park, así como 2 campos de fútbol y una nueva área deportiva. Un par de años antes abrían el  Jardín Encantado y el Parque Acuático Polinesia.
Con la inestable situación económica ocasionada por la Pandemia de COVID-19, el complejo turístico no pudo hacer frente a las deudas que contraía, lo que llevó a Jesús Ger la venta de Marina Dor. En el verano de 2019 la urbanización fue adquirida por el fondo de inversión Farallón, el cual se hizo cargo de la deuda bancaria de la entidad unos 125 millones de euros, de tal manera el grupo de inversión Farallón paso a tener el 99% de la participación mientras que la participación de Jesús Ger menguaba hasta el 1%.[cita requerida]
A finales del año 2023 el grupo Fuertes y Magic Costa Blanca cerraron la adquisición del complejo turístico Marina D'or al fondo de inversión estadunidense Farallón Capital Management L.L.C, tomando posesión de la misma. En enero de 2024 fue renombrado a  Magic World e inició un proceso de remodelación de las instalaciones, con el objetivo de reposicionarse.[cita requerida]

## Instalaciones del complejo
Cuenta con 5 hoteles que se han ido construyendo gradualmente, desde su inicio.[cita requerida]
- Hotel Balneario Marina d'Or 5*: inaugurado el 3 de julio de 2003, cuenta con 184 habitaciones distribuidas en 12 plantas.
- Hotel Marina d'Or Playa 4*: inaugurado el 17 de noviembre de 2003, dispone de 11 plantas y 225 habitaciones.
- Hotel Gran Duque 4*: es el hotel más nuevo del complejo, inaugurado el 27 de junio de 2007 dispone de 564 habitaciones distribuidas en 11 plantas.
- Hotel Marina d'Or 3*: fue inaugurado el 18 de abril de 1997, siendo el primer hotel del complejo. Cuenta con 10 plantas y 144 habitaciones.
- Hotel Marina d′Or Beach 3*: inaugurado el 25 de abril de 2007, es el hotel más pequeño del complejo, con 4 plantas y 51 habitaciones.
- Apartamentos turísticos en explotación hotelera: 639–375, en régimen de Solo Alojamiento y 264, Multiservicio (datos agosto 2017).

Además de hoteles cuenta con un Balneario de agua Marina más grande de Europa (según su web) y un Centro de Belleza y Estética.
- 7 parques de ocio: Mundo Fantasía, Parque Aventura d'Or, Ludoteca (situada en el hotel 5*), Miniclub, Jardín Encantado, Parque Polinesia y Emotion Park.
- Hostelería: además de los restaurantes de los hoteles en régimen de buffet, el complejo alberga aproximadamente 100 establecimientos de ocio y restauración.

Pista polideportiva cubierta, apta para practicar cualquier deporte de pabellón, con gradas para 850 personas de aforo máximo. 
2 campos de hierba natural y medidas reglamentarias FIFA.

## Acusaciones de corrupción urbanística
En 2010 fue archivada definitivamente por el Juzgado número 2 de Castellón la querella presentada por la familia Sanchis Vanhaverbeke y la mercantil Oropesa Bella S.L por un presunto delito de tráfico de influencias y prevaricación urbanística a cinco miembros del anterior equipo de gobierno del Partido Popular en el ayuntamiento de Oropesa del Mar, a un edil independiente, al arquitecto, a la secretaria municipal y al presidente de Marina d'Or. La investigación partió de una querella de afectados por un plan aprobado por el ayuntamiento en una zona de expansión del complejo residencial ya existente.
La justicia desestimó por 3 veces la demanda presentada al probar que la aprobación urbanística no correspondía a intereses económicos o vínculos de amistad.

## Impacto ambiental
- Marina d'Or Ciudad de Vacaciones es considerado por la ONG Ecologistas en Acción como una urbanización costera muy agresiva con el paisaje y masificada que se levanta sobre lo que fueron comunidades litorales de vegetación y playas relativamente bien conservadas. Al respecto de Marina d'Or-Golf, los ecologistas reflejan en su informe de 2007 que la expansión del complejo supondría la construcción de un vial de cuatro carriles desde Oropesa del Mar a Cabanes que atravesaría el parque natural del Desierto de las Palmas.[6]
- Está prevista la construcción de tres campos de golf en el complejo de Oropesa del Mar, lo cual ha sido criticado debido a la escasez de agua en la zona y por otras atracciones que usan cantidades ingentes de agua (como los Jardines).[7][8]
- También es reseñable el informe de Greenpeace, "Destrucción a toda costa" (2007), en el que se denuncia que el modelo turístico de la Costa de Azahar evidencia un claro aumento de la insostenibilidad. Se acusa la proliferación de campos de golf asociados a segundas residencias, que en total suman 37 proyectos con cerca de 35.000 viviendas asociadas y siete campos de golf en 19,8 millones de metros cuadrados. Todo ello, sin contar con Marina d'Or-Golf que aporta otros 19 millones de metros cuadrados, una oferta que supondría 220 000 nuevos residentes para la provincia. También se critica la mala depuración de las aguas residuales.[9]

## Ejecución a través de PGOU de Oropesa y Cabanes
En febrero de 2016 el Tribunal Supremo (España) ratificó una sentencia que anula la aprobación del Plan parcial en el municipio de Cabanes (Castellón).
La causa anulatoria no responde a ningún defecto en el contenido del proyecto, ni a sus aspectos urbanísticos ni tampoco en los aspectos medioambientales, sino que se funda en un defecto en la tramitación de la evaluación ambiental llevada a cabo por la Administración. Es por eso que las previsiones de desarrollo que contemplaba el proyecto Marina d'Or Golf, se encuentran recogidas en las revisiones de los Planes Generales de Cabanes y Oropesa, cuya tramitación está muy avanzada, por lo que la empresa sigue trabajando en la activación de este proyecto que potenciará el sector turístico de la economía valenciana.